# Cada
Cada è un centro abitato della Russia.